# Brug 1486
Brug 1486 is een bouwkundig kunstwerk in Amsterdam-Zuidoost, wijk Gein, buurt Gein Noordoost.
De brug ligt in het Vreeswijkpad nabij het Geindriepad over een afwateringstocht. Beide paden zijn in gebruik als voet- en fietspad. Het Geindriepad eindigt dan wel begint hier. Aan beide zijden van deze afwateringstocht zijn straten vernoemd naar verzetsstrijders, behalve de doorgaande fietsroutes: het Vreeswijkpad is vernoemd naar de plaatsnaam Vreeswijk, het Geindriepad naar de oorspronkelijke naam van de buurt Gein III. In 1982 maakte architect Dirk Sterenberg van de Dienst der Publieke Werken het ontwerp voor deze oeververbinding. Het maakte deel uit van een pakket aan bruggen in de wijken Gein III en IV, allemaal van de hand van Sterenberg, zie bijvoorbeeld ook de voetbrug Jos Gemmekebrug. Brug 1486 is een bredere variant daarvan, doordat er een fietspad (twee richtingen) overheen moest lopen.
De brug steunt op betonnen landhoofden met dito borstweringen. Om de overspanning te dragen zijn vier betonnen brugpijlers neergezet met daarover twee jukken. De overspanning wordt gedragen door houten balken waarover een houten loopdek met split tegen de gladheid. De brug heeft begin 21e eeuw een nieuwe houten overspanning gekregen waarbij de oorspronkelijke dikhouten groen geschilderde leuningen vervangen zijn door een slankere opbouw.
De brug heeft drie doorvaarten, waarvan de middelste 5,25 meter breed is; doorvaart is echter theoretisch; er is in de onderliggende ondiepe sloot geen scheepvaart mogelijk.
De genoemde afwateringstocht eindigt hier op een T-kruising van waterwegen; de brug ligt in de directe omgeving van brug 1483 over de kruisende afwateringstocht.
1431 · 1432 · 1438 · 1439 · 1444 · 1445 · 1446 · 1447 · 1448 · 1449 ·  1450 · 1451 · 1452 · 1453 · 1454 · 1455 · 1456 · 1457 · 1458 · 1459 · 1461 · 1462 · 1463 · 1464 · 1465 · 1466 · 1471 · 1472 · 1473 · 1477 · 1478 · 1479 · 1482 · 1483 · 1484 · 1485 · 1486 · 1487 · 1488 · 1489 · 1490
Overige brugnummers niet vergeven of gesloopt (gegevens 2022).